# Carlos Germán Belli
Carlos Germán Belli de la Torre (Lima, 15 de septiembre de 1927-Surquillo, 10 de agosto de 2024) fue un notable poeta, traductor y periodista peruano de la Generación del 50, que obtuvo importantes premios. Fue catedrático de la Universidad Mayor de San Marcos. En el año 2006 fue galardonado con el Premio Iberoamericano de Poesía Pablo Neruda, al año siguiente fue nominado al premio Nobel 2007. Posteriormente, en el año 2016, fue galardonado con el Premio Nacional de Cultura del Perú.

## Biografía
Hijo de Rómulo Belli Richetti y Pilar de la Torre Cabrera. Nieto de Carlos Belli Core, italiano que arribó al Perú en 1878 y se consagró a la arqueología. Aprendió sus primeras letras en un jardín de la infancia en Ámsterdam, en donde su padre era cónsul, y de vuelta en el Perú, continuó y terminó sus estudios en el Colegio Italiano Antonio Raimondi de Lima (1935-1945). Vivía entonces en el barrio de Santa Beatriz, donde sus padres eran propietarios de una farmacia.
Ingresó a la Universidad Nacional Mayor de San Marcos en 1946; luego pasó a la Pontificia Universidad Católica del Perú (1947-1948), para volver a San Marcos años después (1957-1958). Se graduó de bachiller (1978) y de doctor en Literatura (1980), con su tesis sobre «La poesía de Oquendo de Amat».
Laboró durante muchos años transcribiendo documentos para el Senado Peruano (1946-1968), trabajo que obtuvo por mediación de dos poetas ya veteranos, que por entonces eran parlamentarios: José Gálvez Barrenechea y Alcides Spelucín. La primera etapa de su poesía (años 1950-1960) refleja esa experiencia oficinesca: cargada de sentimientos tanáticos, recoge más que nada la carencia, el fracaso y la desilusión. Cuando deja la labor burocrática en el parlamento, se abre hacia un horizonte más amplio y se afianza su fe religiosa, lo que se refleja en su trabajo creativo: comienza ser cada vez más afirmativo, asumiendo el amor y la esperanza.
En 1953 viajó a la ciudad de Mendoza, Argentina, donde participó en las Jornadas de Extensión Cultural. En 1954 viajó a España, para participar en las Jornadas de Literatura Española, realizadas en Santiago de Compostela y La Coruña. Dedicó un año entero en visitar otras ciudades españolas, para luego pasar a Roma, donde radicó durante dos meses. En 1957 viajó a los Estados Unidos, con la intención de trabajar en las Naciones Unidas, pero la noticia de la muerte de su madre lo obligó a volver al Perú, encargándose del cuidado de su hermano Alfonso, físicamente limitado.
En 1958 publicó su primer libro de poesía, titulado Poemas. En 1959 contrajo matrimonio con Carmela Benavente-Alcázar Suárez, unión de la que nacieron dos hijas: Pilar y Mariella. En 1962 fue laureado con el Premio Nacional de Poesía en mérito a su poemario ¡Oh hada cibernética!
En 1967 empezó su carrera docente, dictando cursillos de literatura contemporánea en su alma mater. En 1968 fue incorporado a la docencia sanmarquina en calidad de asistente. En 1969 obtuvo una beca de la Fundación Guggenheim y participó en el Programa Internacional de Escritores de la Universidad de Iowa. En 1970 regresó al Perú y se reincorporó  a la docencia en San Marcos (1970-1971; 1944; y 1980-?).
Entre 1971 y 1978 trabajó en el Ministerio de Educación Pública, colaborando en el plan de la reforma educativa impulsado por el gobierno militar. En 1976 se incorporó a la redacción del diario El Comercio. En 1977 participó nuevamente como poeta visitante del Programa Internacional de Escritores de la Universidad de Iowa.
En 1980 fue incorporado a la Academia Peruana de la Lengua, ocasión en la que pronunció su discurso “Eguren, el recóndito”. En 1985 asistió al festival internacional de poesía Valmiki realizada en Nueva Delhi. En 1987 obtuvo una segunda beca de la Fundación Guggenheim.
En 1989 participó en la reunión “D’Annunzio y los poetas de hoy”, realizada en Pescara, Italia. En 1991 asistió al sexto encuentro de poetas del mundo latino realizado en la Ciudad de México y a las jornadas sobre las vanguardias tardías en la poesía hispanoamericana, llevada a cabo en Madrid.
En 2007 fue nominado para el Premio Nobel de la Literatura por la Academia Peruana de la Lengua y la Asociación Internacional de Peruanistas.
En 2011, con motivo de cumplirse los 50 años de la publicación de su libro ¡Oh Hada Cibernética!, la Casa de la Literatura Peruana organizó un Congreso Internacional en su honor titulado "La boda de la pluma y la letra. 50 años de "Oh Hada Cibernética". Homenaje a Carlos Germán Belli".
En los años 2013, 2014 y 2015 fue miembro del jurado del Premio Literario "Jorge Puccinelli", instituido por el Colegio Italiano Antonio Raimondi, en memoria de otro ilustre "raimondino", Jorge Puccinelli Converso.

## Valoración
Carlos Belli es apreciado principalmente por su estilo único y casi preciso de expresar temas contemporáneos en términos de expresiones clásicas. Vargas Llosa ha dicho de él: «La poesía de Carlos Germán Belli es melodramática, de un narcisismo negro, impregnada de extraño humor, cáustica y cultísima. Está hecha de inconcebibles aleaciones: la métrica del Siglo de Oro y la jerga callejera de Lima, la sin razón y el lujo del surrealismo, y la sordidez de la vida de la clase media de una sociedad del tercer mundo».
Belli ha dicho que con su poesía en realidad no pretende "ex profeso nada". «No hay en mí un acto deliberado cuando descubro una veta, una zona, una línea a seguir. Más adelante, se me entroniza una especie de fijeza, y entre consciente e inconsciente voy desarrollando eso que se llama el poetizar. De resultas, hay algo que se cristaliza como denominador común, según creo y me duele decir, y es la expresión de mis más variadas angustias, acompañada de un particular deseo por detectar la realidad invisible».
Belli ha confesado su admiración por Rubén Darío y por Francesco Petrarca. De este último, ha manifestado que sus canciones le sirven de ayuda para escribir poemas nuevos de modo incesante.
Para Ricardo González Vigil, «Belli es el poeta peruano que ha logrado elaborar un canto al amor erótico, al amor sexual, sublimándolo, con un lenguaje más original; me parece que es el poeta peruano que lo ha conseguido mejor; así como César Vallejo puede ser el más grande poeta que canta el amor solidario, Belli es el más grande poeta peruano que canta el amor erótico.»

### Un ejemplo de su poesía
¡Oh Hada Cibernética!

Oh Hada Cibernética
Cuándo harás que los huesos de mis manos
se muevan alegremente
para escribir al fin lo que yo desee
a la hora que me venga en gana
y los encajes de mis órganos secretos
tengan facciones sosegadas
en las últimas horas del día
mientras la sangre circule como un bálsamo a lo largo de mi cuerpo.
De Dentro & fuera (1960)

## Premios y distinciones
- Premio Nacional de Poesía 1962.[5]
- Beca Guggenheim, 1969.[5]
- Beca Guggenheim, 1987.[5]
- Premio Iberoamericano de Poesía Pablo Neruda 2006.[11]
- Premio Casa de las Américas de Poesía José Lezama Lima 2009 por El alternado paso de los hados.[12]
- Premio Casa de la Literatura Peruana (2011).[13]
- Medalla al Mérito Ciudadano de la Presidencia del Consejo de Ministros del Perú (2016).[14]

## Obras
- Poemas (1958)
- Dentro & fuera (1960)
- ¡Oh hada cibernética! (1961)
- Por el monte abajo (Lima: Ediciones "La Sagrada Familia", 1966)
- El pie sobre el cuello. Obra reunida (Uruguay: Editorial Alfa, 1967)
- Sextinas y otros poemas (Chile: Editorial Universitaria S.A., 1970)
- Oh Hada Cibernética! (Venezuela: Monte Ávila Editores C.A., 1971)
- En alabanza al bolo alimenticio (México: Premia Editores de libros, 1979)
- Canciones y otros poemas (1982)
- Boda de pluma y letra (1985)
- Más que señora humana (1986)
- El buen mudar (1986)
- En el restante tiempo terrenal (1988)
- Antología personal (1988)
- Los talleres del tiempo (1992)
- ¡Salve, Spes! (2000; col. Palimpsesto, con prólogo y epílogo de Óscar Hahn, Carmona-Sevilla, 2003)
- En las hospitalarias estrofas (2001)
- La miscelánea íntima (2003)
- Sextinas villanela y baladas (2007)
- Los versos juntos (1946-2008) 2008, poesía completa (prólogo de Mario Vargas Llosa, Biblioteca Sibila-Fundación BBVA, Sevilla).[15]
- El alternado paso de los hados (2009)[16]
- Los poemas elegidos (selección, prólogo y entrevista de Francisco José Cruz, ed. Pre-textos, Valencia, 2011)
- Los dioses domésticos y otras páginas (Biblioteca Sibila-Fundación BBVA, Sevilla, 2012) antología poética.[17]
- Morar en la superficie (2015), selección de sus textos en prosa.[18]
- Entre cielo y suelo (Point de Lunettes, Sevilla, 2016).[19]

## Obra publicada en antologías
- Traducciones de poesía norteamericana, francesa, italiana y brasileña en: Ricardo Silva Santisteban (antologador): Antología general de la traducción en el Perú, volumen VI. Lima, Universidad Ricardo Palma - Editorial Universitaria, 2016. ISBN 978-612-4234-62-0.